# Аль-Мунташари, Хамад
Хама́д а́ль-Мунташари́ (араб. حمد المُنتشري‎, англ. Hamad al-Montashari, 22 июня 1982, Джидда) — саудовский футболист, игравший на позиции защитника. Выступал в сборной Саудовской Аравии. Участник чемпионата мира 2006 года. Футболист года в Азии 2005 года.

## Карьера

### Клубная
Профессиональную карьеру начал в 2000 году в клубе «Аль-Иттихад» из Джидды, в котором играет по сей день. В составе клуба 3 раза выигрывал чемпионат Саудовской Аравии, 2 раза Кубок наследного принца Саудовской Аравии, 2 раза Лигу чемпионов АФК, 1 раз Арабскую лигу чемпионов и 2 раза Саудовско-Египетский суперкубок. В 2005 году был признан футболистом года в Азии.

### В сборной
В составе главной национальной сборной Саудовской Аравии выступает с 2002 года. Участник чемпионата мира 2006 года. Один раз доходил с командой до финала Кубка Азии в 2007 году.

## Достижения

### Командные
- Финалист Кубка Азии (1): 2007
- Обладатель Кубка арабских наций (1): 2002
- Обладатель Кубка наций Персидского залива (2): 2002, 2003
- Чемпион Саудовской Аравии (3): 2000/01, 2002/03, 2006/07
- Обладатель Кубка наследного принца Саудовской Аравии (2): 2000/01, 2003/04
- Победитель Лиги чемпионов АФК (2): 2004, 2005
- Победитель Арабской лиги чемпионов (1): 2004/05
- Обладатель Саудовско-Египетского суперкубка (2): 2001, 2003
- Финалист Саудовского кубка чемпионов (1): 2008

### Личные
- Футболист года в Азии (1): 2005